# Hémiballisme
L'hémiballisme est un mouvement anormal involontaire, touchant préférentiellement la racine des membres, survenant brusquement et réalisant des mouvements de projection en avant avec enroulement.

Il s'agit d'un ballisme lorsque l'atteinte touche les deux hémicorps et d'un monoballisme lorsqu'il ne concerne qu'un seul membre.
Principales causes :
- Dyskinésie kinésigénique paroxystique
- Dyskinésie non kinésigénique paroxystique
- Accident vasculaire cérébral ischémique ou hémorragique touchant le noyau sous-thalamique
- Hyperglycémies hyperosmolaires non cétosiques
- HIV

Diagnostic différentiel :
- la myoclonie
- la chorée
- les dystonies
- les tics
- les tremblements